# (59) Elpis
(59) Elpis es un asteroide que forma parte del cinturón de asteroides y fue descubierto por Jean Chacornac el 12 de septiembre de 1860 desde el observatorio de París, Francia. Está nombrado por Elpis, una diosa de la mitología griega.

## Características orbitales
Elpis está situado a una distancia media de 2,712 ua del Sol, pudiendo alejarse hasta 3,035 ua y acercarse hasta 2,389 ua. Tiene una inclinación orbital de 8,641° y una excentricidad de 0,1193. Emplea en completar una órbita alrededor del Sol 1631 días.